# Райнсфельд
Райнсфельд (нім. Reinsfeld) — громада в Німеччині, розташована в землі Рейнланд-Пфальц. Входить до складу району Трір-Саарбург. Складова частина об'єднання громад Гермескайль.
Площа — 19,77 км2. Населення становить 2392 ос. (станом на 31 грудня 2020).

## Галерея

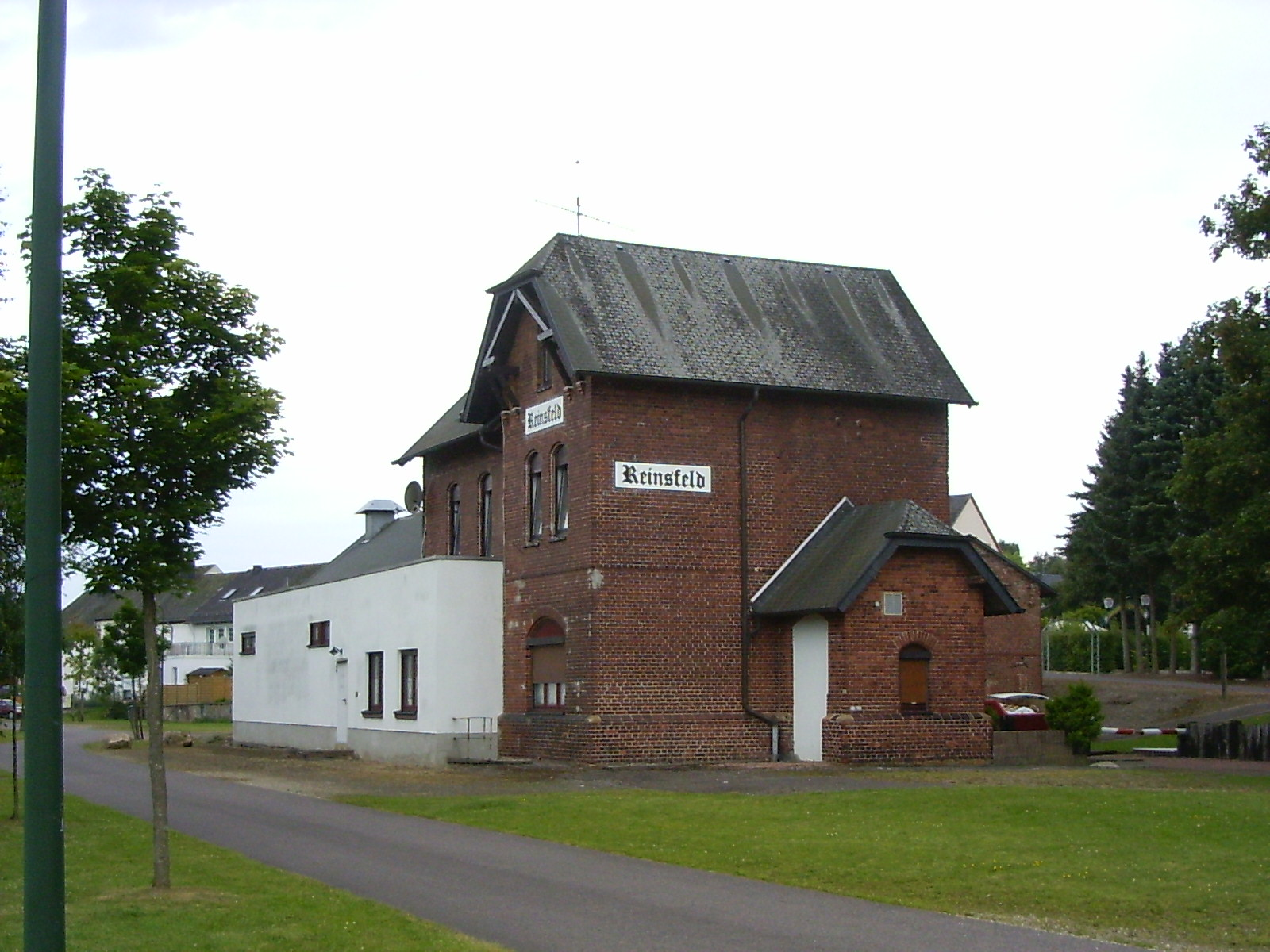